# Johnny Mathis
Pour les articles homonymes, voir Mathis.
Johnny Mathis, né le 30 septembre 1935 à Gilmer, au Texas, est un chanteur américain.
Avec 360 millions de disques vendus, il est le troisième plus gros vendeurs du XXe siècle.

## Biographie
Quatrième d'une famille afro-américaine et amérindienne de sept enfants, il grandit à San Francisco où ses parents ont emménagé. Son père leur apprend à chanter en découvrant son talent. À l'âge de treize ans, en échange de menus services, Johnny Mathis prend des cours pendant six ans auprès d'un professeur de chant qui lui apprend les techniques du chant classique et lyrique.
Au lycée George-Washington de San Francisco, il se fait connaître comme athlète. Il fait du saut en hauteur et du saut de haies, et obtient quatre prix d'excellence en basket-ball. Il entre à l'université d'État de San Francisco dans le but de devenir professeur de lettres et d'éducation physique. En 1954, il bat le record de saut de Bill Russell.
Il est découvert comme chanteur par Helen Noga, qui tient un Club à San Francisco et devient son agent. Elle harcèle un producteur de jazz qui fait signer à Johnny Mathis un contrat avec Columbia Records. Mathis enregistre son premier album en 1956, Johnny Mathis: A New Sound In Popular Song. Il enregistre aussi des chansons pour des films. Son apparition à l'Ed Sullivan Show en 1957 le rend célèbre et lance sa carrière.
Grâce à son succès, Helen Nogas achète une maison à Beverly Hills où elle installe sa famille, et où vient vivre Mathis. Son album de 1958 Johnny’s Greatest Hits est le premier album de compilations de l'histoire. Il est invité à plus de trente reprises au Tonight Show de Johnny Carson. En 1979, son duo avec Jane Olivor The Last Time I Felt Like This du film Same Time, Next Year est nommé pour l'Oscar de la meilleure chanson originale.
Johnny Mathis est l'un des crooners les plus appréciés aux États-Unis pour sa « voix de velours » et ses chansons d'amour romantiques. La révélation tardive de son homosexualité en 1982 lui a cependant valu des menaces de mort. Il est aussi connu pour sa passion pour le golf et pour sa participation à de nombreuses œuvres caritatives.
Il a reçu trois Grammy Hall of Fame Awards en 1998, 2002 et 2008 pour des chansons qu'il a enregistrées dans les années 1950. Il a aussi été honoré en 2003 par un Grammy Lifetime Achievement Award.
Son titre Wonderful, Wonderful est utilisé en 1996 dans le deuxième épisode de la saison 4 d'X-Files, La Meute ; ainsi qu'en 2012 pour accompagner la mort du personnage de Karen McCluskey et la naissance d'un enfant, dans le season's finale (dernier épisode) de la série télévisée Desperate Housewives.

## Discographie
- Johnny Mathis – A New Sound In Popular Song (1956)
- Wonderful, Wonderful (1957)
- Warm (1957)
- Good Night, Dear Lord (1958)
- Johnny’s Greatest Hits (1958)
- Swing Softly (1958)
- Merry Christmas (1958)
- Open Fire, Two Guitars (1959)
- More Johnny’s Greatest Hits (1959)
- Heavenly (1959)
- Faithfully (1959)
- The Rhythms & Ballads Of Broadway (1960)
- Johnny’s Mood (1960)
- I'll Buy You A Star (1961)
- Portrait Of Johnny (1961)
- Live It Up (1962)
- Rapture (1962)
- Johnny’s Newest Hits (1963)
- Johnny (1963)
- Romantically (1963)
- I’ll Search My Heart (1964
- The Ballads Of Broadway (1964)
- The Rhythms Of Broadway (1964)
- The Great Years (1964)
- The Sounds Of Christmas (1963)
- Tender Is The Night (1964)
- The Wonderful World Of Make Believe (1964)
- This Is Love (1964)
- Ole (1965)
- Love Is Everything (1965)
- The Sweetheart Tree (1965)
- The Shadow Of Your Smile (1966)
- So Nice (1966)
- Sings (1967)
- Up, Up And Away (1967)
- Love Is Blue (1968)
- Those Were The Days (1968)
- People (1969)
- The Impossible Dream (1969)
- Love Theme From Romeo & Juliet (1969)
- Give Me Your Love For Christmas (1969)
- Raindrops Keep Fallin’ On My Head (1970)
- (They Long to Be) Close to You (1970)
- Bacharach & Kaempfert (1970)
- Love Story (1970)
- You’ve Got A Friend (1971)
- Johnny Mathis In Person 1972)
- The First Time Ever (I Saw Your Face)(1972)
- All-Time Greatest Hits (1972)
- Song Sung Blue (1972)
- Me & Mrs. Jones (1973)
- Killing Me Softly With Her Song (1973)
- I’m Coming Home (1973)
- What’ll I Do (1974)
- The Heart Of A Woman (1974)
- When Will I See You Again (1975)
- Heavenly/Faithfully (1975)
- Feelings (1975)
- I Only Have Eyes For You (1976)
- Mathis Is (1977)
- Johnny’s Greatest Hits (1977)
- Hold Me, Thrill Me, Kiss Me (1977)
- You Light Up My Life (1978)
- 99 miles from L.A. (1978) avec Sylvie Vartan
- That's What Friends Are For (1978)
- Romantically (1978)
- The Best Days Of My Life (1979)
- Mathis Magic (1979)
- Different Kinda Different (1980)
- Tears and Laughter for tears (1980)
- The Best Of Johnny Mathis 1975-1980 (1980)
- The Silver Anniversary Album (1981)
- Friends In Love (1982)
- I love my lady (1982)
- Unforgettable a tribute to nathalie cole (1983)
- A Special Part Of Me (1984) avec Angela Bofill
- Johnny Mathis Live (1984)
- Johnny Mathis For Christmas (1984)
- Right From The Heart (1985)
- The Hollywood Musicals (1986)
- Christmas Eve With Johnny Mathis (1986)
- Once In A While (1988)
- Love Songs (1988)
- When a child is born christmas (1988)
- The island (1989)
- In The Still Of The Night (1989)
- In A Sentimental Mood - Mathis Sings Ellington (1990)
- Better Together (1991)
- How Do You Keep The Music Playing (1993)
- The Music Of Johnny Mathis - A Personal Collection (1993)
- The Christmas Music Of Johnny Mathis (1993)
- All About Love (1996)
- Johnny Mathis - 40th Anniversary Edition (1996)
- The Global Masters (1997)
- Because You Loved Me (1998)
- The Ultimate Hits Collection (1998)
- Mathis On Broadway (2000)
- The Christmas Album (2002)
- The Essential Johnny Mathis (2004)
- Isn't It Romantic - The Standards Album (2005)
- A 50th anniversary celebration (2006)
- A 50th anniversary Christmas collection (2006)
- A night to remember (2008)
- Let it be mathis in Nashville (2010)
- The ultimate collection (2011)
- Sending you a little Christmas (2013)
- The classic Christmas (2014)
- A song the great new American songbook (2017)

## Filmographie
- Esprits criminels - Saison 14 Épisode 15 : Action ou Vérité (2019)